# Рейн Вілсон
Рейн Дітріх Вілсон (англ. Rainn Dietrich Wilson; 20 січня 1966, Сіетл, Вашингтон) — американський актор, сценарист, продюсер і режисер, найбільш відомий по ролі Дуайта Шрута в телесеріалі «Офіс», за виконання якої тричі висувався на премію «Еммі».

## Біографія
Рейн Вілсон народився 20 січня 1966 року в Сіетлі, штат Вашингтон, США. Його мати була інструктором з йоги і актрисою, а батько — письменником, художником і бізнес-консультантом. У школі Вілсон грав на кларнеті і фаготі, доки його родина не переїхала в Іллінойс, щоб служити Національному центру Багаї (релігії, до якої належали Вілсони). В університеті Рейн зайнявся театральною діяльністю. У Нью-Йорку він брав участь у безлічі постановок, а щоб зводити кінці з кінцями, йому доводилося водити вантажний фургон.
Рейн Вілсон починав з невеликих ролей в серіалах («Одне життя, щоб жити», «Зачаровані», «Закон і порядок. Спеціальний корпус»). У серіалі «Клієнт завжди мертвий» Вілсон зіграв ексцентричного Артура Мартіна — новоспеченого працівника ритуального бюро, а в «Антуражі» — підлого журналіста Р. Дж. Спенсера. Він також займався озвучкою (мультиплікаційний серіал «Гріффіни» та «Монстри проти чужих») і знімався в короткометражках («Залишитися в живих: відсутні частини», «Боротьба за ваше право»).
Головну ж роль Вілсон отримав в музичній комедії Пітера Каттанео «Голий барабанщик», де зіграв старіючого рок-н-ролльщика Роберта «Фіша» Фішмана.
Рейн Вілсон є зіркою серіалу «Офіс» — там він зіграв Дуайта Шрута, одного з підлеглих чудернацького Майкла Скотта (Стів Карелл) . Деякий час він навіть вів блог на NBC «Schrute-Space» від імені свого героя, але в 2008 році офіційно підтвердив, що більше не додає туди ніяких записів. Крім цього, Вілсон виступив як режисер двох епізодів «Офісу».
Він також був ведучим вечірнього музично-гумористичного шоу «Суботнього вечора у прямому ефірі» 24 лютого 2007 року, ставши другим (після Стіва Карелла) членом з акторського складу «Офісу», кому випала честь вести один з випусків.
Рейн Вілсон одружений із письменницею Холідей Рейнхорн, з якою познайомився на акторських курсах. У 2004 році у подружжя народився син Волтер МакКензі. Зараз їх сім'я проживає в Аґура-Гіллз, Каліфорнія. Вілсон дотримуються релігії Бахаї.

## Фільмографія

### Фільми
| Рік  | Українська назва                            | Оригінальна назва                   | Роль                |
| ---- | ------------------------------------------- | ----------------------------------- | ------------------- |
| 1999 | У пошуках галактики                         | Galaxy Quest                        | Ленк                |
| 2000 | Майже знамениті                             | Almost Famous                       | Девід Фелтон        |
| 2001 | Улюбленці Америки                           | America's Sweethearts               | Дейв О'Ханлон       |
| 2002 | У всій красі                                | Full Frontal                        | Браян               |
| 2003 | Будинок 1000 трупів                         | House of 1000 Corpses               | Білл Гандлі         |
| 2003 | Мерзотник                                   | BAADASSSSS!                         | Білл Гарріс         |
| 2005 | Сахара                                      | Sahara                              | Руді Ганн           |
| 2006 | Моя супер-колишня                           | My Super Ex-Girlfriend              | Вон Гейдж           |
| 2007 | Остання Мімзі всесвіту                      | The Last Mimzy                      | Ларрі Вайт          |
| 2007 | Джуно                                       | Juno                                | Ролло               |
| 2008 | Голий барабанщик                            | The Rocker                          | Роберт «Фіш» Фішман |
| 2009 | Монстри проти чужих                         | Monsters vs. Aliens                 | Галаксар            |
| 2009 | Трансформери: Помста полеглих               | Transformers: Revenge of the Fallen | професор Колан      |
| 2010 | Супер                                       | Super                               | Френк Д'Арбо        |
| 2011 | Гешер                                       | Hesher                              | Пол Форні           |
| 2011 | Світ через замкову щілину                   | Peep World                          | Джоел Меєрвітц      |
| 2013 | Потік                                       | The Stream                          | Ернест              |
| 2013 | Моторошно                                   | Uncanny                             | Кастл               |
| 2014 | Кутіс                                       | Cooties                             | Вейд Джонсон        |
| 2015 | Хлопчик                                     | The Boy                             | Вільям Колбі        |
| 2015 | РобоПес                                     | Robodog                             | Вік                 |
| 2018 | Смерть Супермена                            | The Death of Superman               | Лекс Лютор          |
| 2018 | Мег                                         | Meg                                 | Джек Морріс         |
| 2019 | Тихе серце                                  | Blackbird                           | Майкл               |
| 2019 | Владарювання суперменів                     | Reign of the Supermen               | Лекс Лютор          |
| 2019 | Брайтберн                                   | Brightburn                          | камео               |
| 2019 | Бетмен, тихо!                               | Batman: Hush                        | Лекс Лютор          |
| 2020 | Темна Ліга Справедливості: Війна Апоколіпса | Justice League Dark: Apokolips War  | Лекс Лютор          |
| 2020 | Нікому не кажи                              | Don't Tell a Soul                   | Дейв Гембі          |
| 2020 | Не озирайся                                 | Don't Look Back                     | Камео               |
| 2022 |                                             | Hitpig                              |                     |
| 2023 | Езра. Неналежна поведінка                   | Ezra                                | Нік                 |

### Телесеріали
| Рік       | Українська назва                    | Оригінальна назва                               | Роль                    |
| --------- | ----------------------------------- | ----------------------------------------------- | ----------------------- |
| 1997      | Одне життя, щоб жити                | One Life to Live                                | Кейсі Кіген             |
| 2000      | Нестримні                           | The Expendables                                 | новачок                 |
| 2001      | Усі жінки — відьми                  | Charmed                                         | Кіркен                  |
| 2001      | Коли Біллі перемагає Боббі          | When Billie Beat Bobby                          | Денніс Ван Де Мір       |
| 2001      | Темний ангел                        | Dark Angel                                      | Філ                     |
| 2001      | CSI: Місце злочину                  | CSI: Crime Scene Investigation                  | хлопець у супермаркеті  |
| 2002      | Закон і порядок: Спеціальний корпус | Law & Order: Special Victims Unit               | двірник                 |
| 2003      | Монк                                | Monk                                            | Волкер Браунінг         |
| 2003–2005 | Клієнт завжди мертвий               | Six Feet Under                                  | Артур Мартін            |
| 2005      | 4исла                               | Numb3rs                                         | Мартін Гролш            |
| 2005      | Антураж                             | Entourage                                       | Р. Дж. Спенсер          |
| 2005–2013 | Офіс                                | The Office                                      | Дуайт Шрут              |
| 2007      | Суботнього вечора у прямому ефірі   | Saturday Night Live                             | ведучий                 |
| 2008      | Не телебачення, а просто кошмар!    | Tim and Eric Nite Live!                         | медіум                  |
| 2009      | Ріно 911                            | Reno 911!                                       | Келвін Робін Томлінсон  |
| 2010      | Гріфіни                             | Family Guy                                      | Дуайт Шрут              |
| 2012      | Прогулянка (Лос-Анджелес)           | Rove LA                                         | камео                   |
| 2013      |                                     | The High Fructose Adventures of Annoying Orange | доктор По               |
| 2013      |                                     | Comedy Bang! Bang!                              | камео                   |
| 2014      | Час пригод                          | Adventure Time                                  | озвучення               |
| 2015      | Бекстром                            | Backstrom                                       | детектив Еверт Бекстром |
| 2020      | Нетутешні                           | Solar Opposites                                 | Стівен (озвучення)      |